# 比奈守神社
比奈守神社（ひなもりじんじゃ）は、岐阜県岐阜市にある神社。
式内社の美濃国厚見郡比奈守神社である。但し、美濃国厚見郡の比奈守神社は、同じ岐阜市内の手力雄神社の説がある。
上茜部城の近くにある。

## 概略
創建時期は不明。一説では、比奈は飛騨または夷のことであり、大和朝廷の最前線の守りの場所であったという。飛騨からの夷の攻撃に対する拠点とされているが、地形的には尾張との境である境川（安土桃山時代以前の木曽川）に近い（直線で約1200m）ことから、尾張からの夷の攻撃に対する拠点とも推測される。
明応4年（1495年）に船田合戦で焼失。このときに創建年と由来は不詳となってしまった。戦禍で周辺住民もいなくなってしまったためすぐには再建されず、元禄年間以降に現在の社殿が造営された。本殿以外は昭和50年以降の再建である。
江戸時代は「飛田森神社」と称していた。明治6年（1873年）に「比奈守神社」に戻されている。

## 祭神
- 応神天皇
- 神功皇后
下照比売、大碓皇子の説もある。

## 交通機関
- 岐阜バス茜部三田洞線「上茜部」バス停下車、徒歩8分
  - JR岐阜駅バスターミナル（岐阜駅北）4番のりば、または名鉄岐阜のりば（名鉄岐阜駅西）より「E70　下佐波」「E71　高桑」「E72　県自動車会館」行き